# Academia (галерея)
Academia — галерея искусств института экосистем бизнеса и креативных индустрий УГНТУ (ранее — галерея искусств УГУЭС) в городе Уфе.

## Описание
Проводит творческие встречи и тематические учебные занятия. Сотрудничает с «Новая императорская академия художеств» города Москвы, Национальной библиотекой имени А.‑З. Валиди, Союзом художников Республики Башкортостан и благотворительным некоммерческим фондом «Одарённые дети».

### Экспозиция и коллекции
В галерее хранятся работы художников Р. Х. Ахметвалиева, Р. Р. Кадырова, З. Г. Шайхлисламова, Э. М. Саитова, М. Н. Гульченко, С. Н. Саитова, С. Н. Игнатенко и В. К. Николаева, а также — В. М. Ханнанова, Н. Г. Байбурина, Р. З. Харисова, А. Ф. Лутфуллина и Н. С. Латфуллина.
Действует постоянная экспозиция музея боевой и трудовой славы УГУЭС.

## История
Основана в 1999 году в городе Уфе как галерея искусств Уфимского технологического института сервиса, при участии А. Г. Янбухтиной, в целях содействия реализации творческих инициатив молодых специалистов.
В 2005 году галерее безвозмездно передана коллекция ОАО «Фонд долгосрочных сбережений» (до 1995 года — коллекция галереи «Восток» банка «Восток»).
После реорганизации Уфимского государственного университета экономики и сервиса и присоединения к Уфимскому государственному нефтяному техническому университету, с 2015 года — галерея кафедры дизайна и искусствоведения института экосистем бизнеса и креативных индустрий.

### Выставки
- 2007 год — выставка-презентация монографии А. Г. Янбухтиной «Декоративное искусство Башкортостана. XX век» и экспозиция произведений традиционного и профессионального декоративного искусства Башкортостана[11]
- 2010 год — персональная выставка «Живопись» М. Д. Кузнецова[12]
- 2011 год — фотовыставка «По маршруту Мастера» Л. В. Шапошниковой, посвящённая азиатской экспедиции Н. Рериха[13].